# پادشاه هیوسونگ
پادشاه هیوسونگ (۷۳۷ میلادی تا ۷۴۲ میلادی) (هانگول: 효성왕) (هانجا: 孝成王) سی و چهارمین پادشاه شیلا بود.

## منبع
- ویکی‌پدیای انگلیسی